# Bittacidae
Famille
Les Bittacidae sont une famille d'insectes de l'ordre des mécoptères.

## Liste de genres
Selon ITIS :
- Afrobittacus Londt, 1994
- Anabittacus Kimmins, 1929
- Anomalobittacus Kimmins, 1928
- Apterobittacus MacLachlan, 1893
- Austrobittacus Riek, 1954
- Bicaubittacus Tan & Hua, 2009
- Bittacus Latreille, 1805
- Edriobittacus Byers, 1974
- Eremobittacus Byers, 1997
- Harpobittacus Gerstaecker, 1885
- Hylobittacus Byers, 1979
- Issikiella Byers, 1972
- Kalobittacus Esben-Petersen, 1914
- Nannobittacus Esben-Petersen, 1927
- Orobittacus Villegas & Byers, 1982
- Pazius Navás, 1913
- Symbittacus Byers, 1986
- Terrobittacus Tan & Hua, 2009
- Tytthobittacus Smithers, 1973

## Seul genre rencontré en Europe
Selon Fauna Europaea :
- Bittacus Latreille, 1802